# Сјамен
Сјамен (厦门) град је Кини у покрајини Фуђен. Према процени из 2009. у граду је живело 623.300 становника.

## Становништво
Према процени, у граду је 2009. живело 623.300 становника.
| 1990.   | 2000.   | 2009    |
| ------- | ------- | ------- |
| 391.556 | 512.012 | 623.300 |

## Партнерски градови
- Душанбе
- Велингтон
- Каунас
- Маратон
- Кардиф
- Сасебо
- Балтимор
- Сурабаја